# Eva la Trailera
Eva la Trailera es una telenovela estadounidense, producida por Telemundo Studios para Telemundo. Escrita por Valentina Párraga.
Está protagonizada por Edith González y Arap Bethke; Y con las participaciones antagónicas de Jorge Luis Pila, Erika de la Rosa, Henry Zakka, Katie Barberi y Sofía Lama. Cuenta además con las actuaciones estelares de Javier Díaz Dueñas y Vanessa Bauche.

## Argumento
La telenovela gira en torno a Eva Soler, una mujer fuerte, decidida e impetuosa que está más que lista para enfrentar cualquier desafío. Pero su vida se ve interrumpida por una serie de crueles traiciones que requieren que ella tome decisiones que conducen a caminos cada vez más difíciles. Sus pruebas incluyen la infidelidad de su esposo Armando y su sugerencia de que es culpa suya, su comprensión de la verdadera naturaleza siniestra y envidiosa de su mejor amiga Marlene, y su relación con su sobrina, quien luego se convierte en la amante de Armando.

## Reparto
- Edith González como Eva Soler González
- Arap Bethke como Pablo Contreras
- Jorge Luis Pila como Armando Montes
- Erika de la Rosa como Marlene Palacios
- Javier Díaz Dueñas como Martín Contreras
- Vanessa Bauche como Soraya Luna de Mogollón
- Sofía Lama como Elizabeth «Betty» Cárdenas
- Henry Zakka como Robert Monteverde
- Antonio Gaona como Andrés «Andy» Palacios
- Katie Barberi como Cynthia Monteverde
- Karen Sentíes como Carmen Soler González de Martínez
- Minnie West  como Adriana Montes Soler
- Adrián Carvajal como Jota Jota «J.J.» Juárez
- Jonathan Freudman como Robert "Bobby" Monteverde Jr. / Luis Mogollón Luna
- Michelle Vargas como Sofía Melgar Soler
- Jorge Eduardo García como Diego Contreras
- Nicolle Apollonio como Fabiola Montes Soler
- Martha Fox como Bertha Soler
- Dayana Garroz como Marisol Campos
- Alfredo Huereca como Evencio Martínez
- Roberto Mateos como Francisco «Pancho» Mogollón
- Mónica Sánchez Navarro como Federica Mirabal
- Paloma Márquez como Virginia Blanco
- Ana Osorio como Camila Rosas
- María Raquenel como Rebeca Marín
- Maritza Bustamante como Ana María Granados
- Omar Germenos como Reynaldo Santacruz
- Gabriela Borges como Teresa Aguilar
- Ariel Texido como Víctor Olivares
- Raúl Arrieta como Salvador Méndez
- Gustavo Pedraza como Esteban Corrales
- Cristal Avilera como Viviana
- Tony Vela como Antonio «El Chivo» García
- Carlos Acosta-Milian como Vicente
- Alpha Acosta como Anastasia Soler
- Francisco Porras como Enrique Arenas
- María Antonieta Castillo como Leyla Paredes
- Jamie Sasson como Melissa
- Arianna Coltellacci como Elisa
- Olegario Pérez como Javier Ardides
- Yamil Sesín como Aristóbulo Cepeda
- Adrián Matos como Óscar
- Eduardo Schilinsky como Ernesto Soler
- Christian Cataldi como Jorge
- Denisse Novell como La Directora

## Producción

### Acusación de plagio
En abril de 2016, la telenovela y Telemundo fueron demandados por el productor de cine y actor mexicano, Rolando Fernández, quien los acusó de plagiar su película de 1983, Lola la trailera. La demanda fue ganada por Fernández en enero de 2019. No obstante, la telenovela fue retransmitida por Telemundo en junio del mismo año después del fallecimiento de su protagonista, Edith González.

## Premios y nominaciones
| Año  | Premio           | Categoría                              | Nominado                     | Resultado |
| ---- | ---------------- | -------------------------------------- | ---------------------------- | --------- |
| 2016 | Premios Tu Mundo | Novela o serie favorita                | Eva la trailera              | Nominada  |
| 2016 | Premios Tu Mundo | Protagonista favorito — Novela o serie | Arap Bethke                  | Nominado  |
| 2016 | Premios Tu Mundo | Protagonista favorito — Novela o serie | Jorge Luis Pila              | Nominado  |
| 2016 | Premios Tu Mundo | La mala más buena — Novela o serie     | Erika de la Rosa             | Ganadora  |
| 2016 | Premios Tu Mundo | La mala más buena — Novela o serie     | Sofía Lama                   | Nominada  |
| 2016 | Premios Tu Mundo | Protagonista favorita — Novela o serie | Edith González               | Nominada  |
| 2016 | Premios Tu Mundo | Actriz favorita — Novela o serie       | Vanessa Bauche               | Nominada  |
| 2016 | Premios Tu Mundo | Actor favorito — Novela o serie        | Roberto Mateos               | Nominado  |
| 2016 | Premios Tu Mundo | La pareja perfecta — Novela o serie    | Edith González & Arap Bethke | Nominados |
| 2016 | Premios Tu Mundo | Revelación del año                     | Nicole Apollonio             | Nominados |